# Prefuse 73

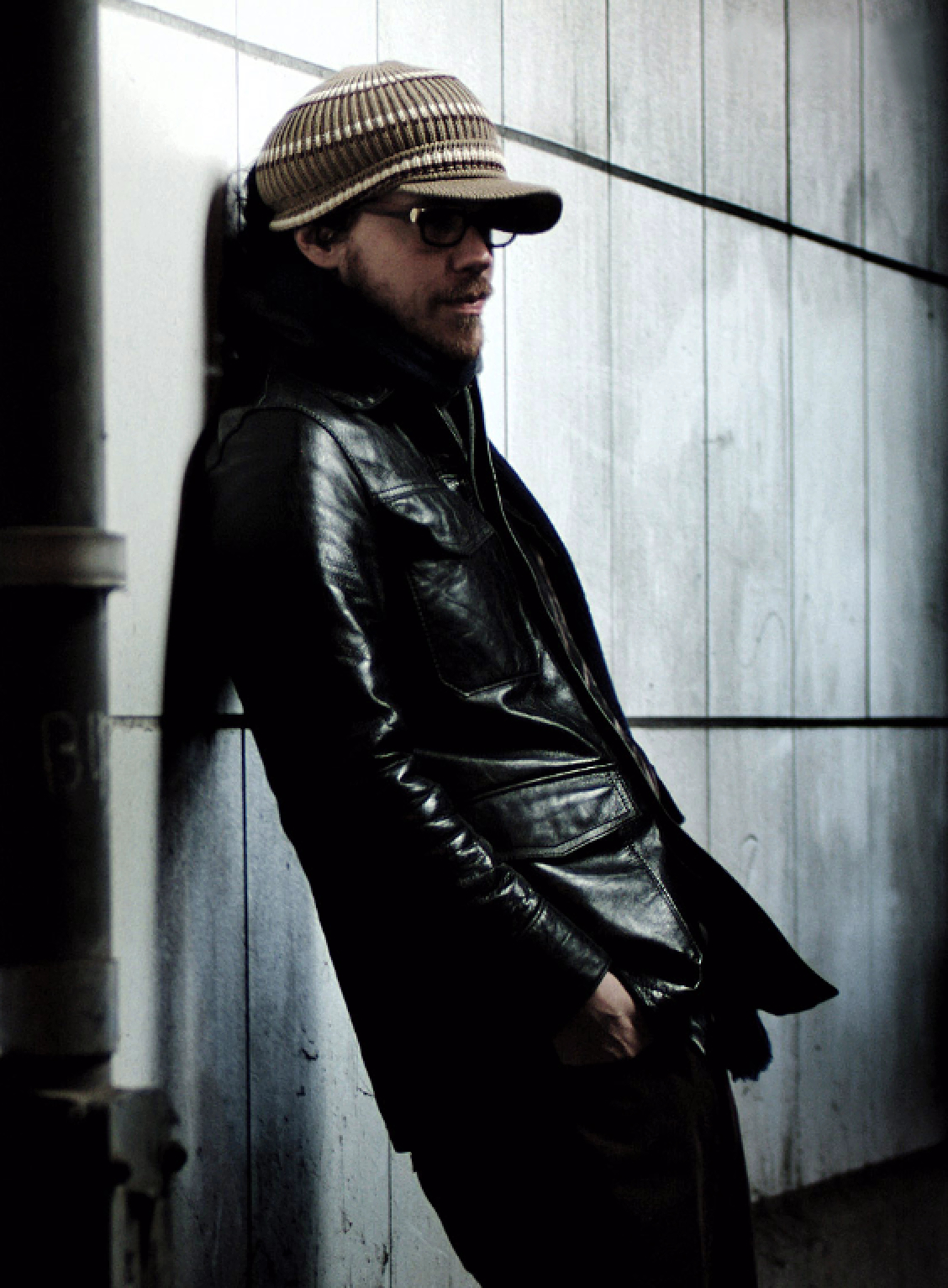
Prefuse 73 (2005)

Prefuse 73 ist der Künstlername von Guillermo Scott Herren (* 1976 in Miami, Florida), einem US-amerikanischen Produzenten, Komponisten, Musiker und DJ, der in Atlanta, Barcelona und New York City ansässig ist. Er veröffentlicht seine Musik außerdem unter den zusätzlichen Pseudonymen „Delarosa & Asora“, „Ahmad Szabo“ und „Piano Overlord“. Außerdem ist er Teil der Gruppen „Savath y Savalas“, „Sons of the Morning“, „Fudge“, „Risil“ und „Diamond Watch Wrists“.

## Biografie
Guillermo Scott Herren wurde in Miami, Florida geboren und wuchs in Atlanta, Georgia auf. Sein Vater ist Katalane, seine Mutter ist irischer und kubanischer Herkunft. Schon früh ermutigten ihn seine Eltern, der Suzuki-Methode folgend, Klavier und andere Instrumente zu spielen. In seiner Jugend begann er, sich für Hip-Hop, Punkrock und elektronische Musik zu interessieren.
Herrens musikalische Karriere begann als DJ im Nachtclub MJQ in Atlanta. Bald darauf begann er, in kommerziellen Studios zu arbeiten, um Hip-Hop-Tracks für Dirty-South-Rapper zu produzieren. Herren wollte jedoch seine eigene Musik machen und begann in diesem Teil seiner Karriere mit dem Sammeln gebrauchter Instrumente und Trommelmaschinen. Er zog schließlich nach New York City, um dort aufs College zu gehen. Dort begann er mit der Aufnahme seiner ersten großen Veröffentlichung, „Sleep Method Suite“, unter dem Künstlernamen „Delarosa & Asora“. Das Album wurde 1997 veröffentlicht.
Im Jahr 2000 veröffentlichte Herren das Album „Folk Songs for Trains, Trees, and Honey“ unter dem Namen „Savath & Savalas“.
Einer breiteren Öffentlichkeit wurde er dann im Folgejahr 2001 bekannt, als er mit dem Album „Vocal Studies & Uprock Narratives“ erstmals Musik unter dem Künstlernamen „Prefuse 73“ veröffentlichte. Das Album war kommerziell einigermaßen erfolgreich und wurde von der Kritik hochgelobt. Einzelne kritische Stimmen bezeichneten die Musik des Albums jedoch als „unverständlich“:

„Kann sich jemand vorstellen, wie es sich anhört, wenn ein eigenbrötlerischer Studiotüftler sich mit Schere, Prittstift und einem Stapel HipHop-Platten in seiner Bude verschanzt und erst dann wieder rauskommt, wenn er alles zu einer 55-minütigen Collage zusammengebatscht hat? (…) Was hier passiert, könnte man auch die Entstraßisierung des HipHop nennen. Beatbox-Rhythmusspuren und fuckiger Posing-Rap im knochentrockenen Ami-Postrock-Remix – (…) Das Diplom für angewandte und fortgesetzte Schnipselogie hat der Mann mit diesem Album zweifellos in der Tasche, doch auch hier wird Unhörbares nicht dadurch hörbarer, daß die Macher zufällig wissen, an welchen Knöpfen sie zu drehen haben. Unverständliche Musik.“

Ein weiteres Jahr später veröffentlichte er eine 4-Track-EP mit dem Titel „The '92 vs. '02 Collection“, 2003 dann das Album „One Word Extinguisher“. Herrens drittes Album als Prefuse 73, „Surrounded by Silence“, erschien 2005.

## Diskographie

### Prefuse 73
Studioalben
- Vocal Studies & Uprock Narratives (2001)
- One Word Extinguisher (2003)
- Surrounded by Silence (2005)
- Preparations (2007)
- Everything She Touched Turned Ampexian (2009)
- Meditation Upon Meditations (The Japanese Diaries) (2009)
- The Only She Chapters (2011)
- Rivington Não Rio (2015)
- Sacrifices (2018)
- Fudge Beats (2019)
- The Failing Institute Of The Contras (2020)
- The Failing Institute Of The Sampled Source (2020)
- The Failing Institute Of Drums & Other Percussion (2021)

EPs
- Estrocaro EP (2000)
- The '92 vs. '02 Collection (2002)
- Prefuse 73 Reads the Books E.P. (2005)
- The Class of 73 Bells (2007)
- The Forest of Oversensitivity (2009)
- The Flaming Lips with Prefuse 73 (2011)
- Forsyth Gardens (2015)
- Every Color of Darkness (2015)
- Every Off Key Beat (2019)

Singles
- Radio Attack/Nuno (2000)
- Wylin Out (2002)
- HideYaFace (2005)

### Andere Pseudonyme & Gruppen
Delarosa & Asora
- Sleep Method Suite (Album, 1997)
- Crush the Sight-Seers (EP, 1999)
- Backsome (EP, 2001)
- Agony, Pt. 1 (Album, 2001)

Savath and Savalas
- Folk Songs for Trains, Trees and Honey (Album, 2000)
- Immediate Action #1 (EP, 2001)
- Rolls and Waves (EP, 2002)
- Apropa't (Album, 2004)
- Mañana (EP, 2005)
- Golden Pollen (Album, 2007)
- La Llama (Album, 2009)

Piano Overlord
- Tease EP (EP, 2004)
- Torture EP (EP, 2005)
- The Singles Collection 03-05 (Album, 2005)
- Aninha Mission (Album, 2012)

Diamond Watch Wrists
- Ice Capped at Both Ends (Album, 2009)

Guillermo Scott Herren
- Sleeping on Saturday and Sunday Afternoons (Album, 2003)

Ahmad Szabo
- This Book Is About Words (Album, 2003)
- Luck Has a Million Meanings (Album, 2006)

Sons of the Morning
- Speak Soon, Vol. 1 (EP, 2013)

Fudge
- Lady Parts (Album, 2016)